# Сплюшка жовтодзьоба
Сплюшка жовтодзьоба (Otus icterorhynchus) — вид совоподібних птахів родини совових (Strigidae). Мешкає в Західній і Центральній Африці.

## Опис
Довжина птаха становить 18-20 см, вага 51-80 г. Західні популяції мають коричневе забарвлення, східне — більш рудувато-коричневе. Пера на плечах мають світлі кінчики, що формують смугу. Нижня частина тіла поцяткована помітними білими плямками. Очі жовті, дзьоб і восковиця жовтувато-охристі. На голові помітні чорно-білі пір'яні "вуха". Лапи світло-коричневі, оперені майже до основи рожевувато-коричневих пальців, кігті білуваті з чорними кінчиками. Голос — протяжні посвисти з низхідним тоном, які повторюються через кілька секунд.

## Підвиди
Виділяють два підвиди:
- O. i. icterorhynchus (Shelley, 1873) — Ліберія, Кот-д'Івуар і Гана;
- O. i. holerythrus (Sharpe, 1901) — від Камеруну до сходу ДР Конго.

## Поширення і екологія
Жовтодзьобі сплюшки мешкають в Ліберії, Кот-д'Івуарі, Гані, Камеруні, Центральноафриканській Республіці, Габоні, Республіці Конго і Демократичній Республіці Конго. Вони живуть у вологих рівнинних тропічних лісах, на висоті до 1000 м над рівнем моря. Живляться кониками, цвіркунами та іншими комахами.

## Збереження
МСОП класифікує стан збереження цього виду як близький до загрозливого. Суматранські сплюшки є досить рідкісними птахами, яким загрожує знищення природного середовища.